# Спаситель (поема)
«Спаситель» або «Геліанд» — пам'ятка германської духовної поезії. Поема належить до невеликої кількості так званих «Євангельських гармоній», написана англо-саксонською мовою і датується IX століттям. До нас дійшли тільки фрагменти. Ім'я автора невідоме. Згідно з переказами, її авторство приписують одному саксонському поселенцю, якому Людовік Благочестивий поручив написати цей твір. Дійсність такого наказу сумнівна, по-перше, тому, що співець тої епохи не міг володіти вченістю, що потрібна для написання такої поеми й осередком, яким були у той час виключно монастирі; по друге, внаслідок того, що Людовик Благочестивий, як і все тогочасне духівництво, ставився до народних співців вкрай ворожо, вважаючи їх популяризаторами язичництва, він жодним чином не міг доручити людині, що належала до такого прошарку, написання твору, в основу якого лягли істинно християнські роздуми. Проте, через те, що в поемі «Спаситель» насправді зустрічається багато чисто народних елементів, припускається, що автор спочатку був народним співцем, а потім вступив до монастиря і вже там зайнявся оспівуванням земного життя Спасителя. У цьому полягає причина того, чому поема «Спаситель» становить собою гармонійне поєднання релігійних і народних елементів.
Поема складається з двох частин: прозового і віршованого тексту. У першій частині оповідається про те, як Людовік Благочестивий доручає написання цього твору, щоб «Спасителя» міг прочитати простий люд, який не володіє латиною. Друга частина оповідає про те, як Бог зобов'язує простого селянина до написання рідною мовою життєпису Христа та історію людського спасіння від повстання світу до смерті Христа. Попри це, поруч із фактами богослов'я, зустрічаються й чисто народі елементи. Всі тутешні германські порядки й звичаї, автор переносить на євангельські події. Йосип у нього зображений середньовічним васалом, що охороняє і захищає сина свого господаря, якому належить в майбутньому стати владикою. Йоан Хреститель зображений як намісник, що керує імперією до повноліття царя. Ірод — герцог юдейського народу, ворог імперії тощо. Проповідь на горі зображена як з'їзд імператорських князів, які приїхали зі свої замків і міст, причому Христос, як імператор, очолює цей з'їзд.
Анонімний автор твору опустив ті епізоди Святого письма, які не збігалися з уявленнями про світ ще напівпоганського саксонського воїна: зокрема поняття покори, яку германці вважали прикладом боягузтва.
Зовнішня форма поеми — так звана алітерація, тобто повторення тої самої букви на тому складі кожного вірша, на якому робиться найсильніший наголос.